# Montse Germán
Montserrat Roig i Germán, més coneguda pel nom artístic de Montse Germán (Sabadell, 8 de juny de 1969), és una actriu de teatre i sèries de televisió catalana. És coneguda per haver participat a Laberint d'ombres i Infidels. Des de 2017 pren part a la telenovel·la diària, emesa a TV3, Com si fos ahir, en el paper de Sílvia.

## Teatre (obres)
- El Mercader de Venècia, de William Shakespeare dir. Sergi Belbel Teatre Poliorama de Barcelona 1994[1]
- La Nit de Valognes o El procés de Don Juan, d'Eric-Emmanuel Schmitt dir. Pere Sagristà Teatre Adrià Gual de Barcelona 1995
- Croades, de Michel Azama dir. Antonio Simon Rodríguez Teatre Adrià Gual de Barcelona 1996
- El temps i l'habitació, dir. Lluís Homar Teatro Romea 1996
- ESTRIPtis, dir. Manuel Dueso Sala Muntaner 1998
- La Barca Nova, d'Ignasi Iglèsias, dir. Joan Castells Teatre Nacional de Catalunya 1999
- Romeu i Julieta, de William Shakespeare dir. Maurice Durozier Mercat de les flors 1999
- Plaça dels herois, de Thomas Bernhard dir. Ariel García Valdés Teatre Nacional de Catalunya
- Restes humanes sense identificar i l'autèntica naturalesa de l'amor, de Brad Fraser, dir. Manuel Dueso. Mercat de les Flors 2001
- Matem els homes, de Manel Dueso dir. Manel Dueso. Seu de la SGAE 2001
- Lear, de Edward Bond dir. Carme Portaceli Teatre Grec 2003
- Germanes, de Carol López dir. Carol López Teatre Villarroel 2008[1]
- Agost, de Tracy Letts dir. Sergi Belbel Teatre Nacional de Catalunya 2010[1]
- L'Efecte, de Lucy Prebble dir. Carol López Sala Beckett 2015

## Filmografia
| - Ficció, de Cesc Gay 2006 - Atles de geografia humana (Atlas de geografía humana), de Azucena Rodríguez 2007 - Tocar el cielo, de Marcos Carnevale 2007 - El patio de mi carcel, de Belén Macías 2008 - Els nens salvatges, der Patricia Ferreira 2012 - Sonata per a violoncel, de Anna Bofarull 2015 - La dona il·legal, de Ramon Térmens (2020) - Ruta salvatge, de Marc Recha (2023) | - Rosa, punt i a part 1996 - Laberint d'ombres 1998 - Jet Lag 2002 - Les veus del Pamano 2009 - Hospital Central 2010 - Infidels 2010 - Cites 2015 - Com si fos ahir 2017 |